# Malu (gmina)
Malu – gmina w Rumunii, w okręgu Giurgiu. Obejmuje tylko jedną miejscowość Malu. W 2011 roku liczyła 2376 mieszkańców. 